# Ockraticka
Ockraticka (Sarcodontia delectans) är en svampart som först beskrevs av Peck, och fick sitt nu gällande namn av Spirin 2001. Sarcodontia delectans ingår i släktet Sarcodontia och familjen Meruliaceae.   Inga underarter finns listade i Catalogue of Life.
I den svenska databasen Dyntaxa används istället namnet Spongipellis delectans för samma taxon.  Arten är reproducerande i Sverige.